# チャタム (マサチューセッツ州)
チャタム（Chatham）とは、アメリカ合衆国のニューイングランド、マサチューセッツ州バーンスタブル郡にある町。ケープコッドの南にある。1664年にイギリス人が初めて入植し、地元の言葉を基にした「モノモイト(Monomoit )」と呼んだ。2010年の国勢調査によると人口は6,125人である。モノモイ・アイランド地区にはモノモイ国立自然保護区がある
。1665年にピルグリム・ファーザーズが開いた町である。人口は6000人程で、リゾートや漁業で暮らしている。海岸線が美しい観光地であり、夏になると海水浴を楽しむ人々で賑わう。チャタム・バーズ・インという大きなリゾートもある。

## 歴史
ヨーロッパ人の入植前、特にモノモイ島のノーセット族などのネイティヴ・アメリカンがこの地域に住んでいた。彼らはこの広大な土地を「マナモイク」または「モノモイト」と呼んでいた。1606年10月、探検家のサミュエル・ド・シャンプランがこの土地に到着して「ポート・フォーチュン」と名付け、その後 ノーセット族と小競り合いが起こった。12年後、他のヨーロッパ人グループがこの地に「サトクリフ・インレット」(サトクリフの入り江)と名付け た。ヨーロッパ人たちは長く留まらずどちらの名も定着しなかった。1664年、イギリスの入植者がモノモイトにやってきた。1712年6月11日、自治体化し、イングランドのケントのチャタムに因み町名が改名された。1797年2月7日、ストロング・アイランドおよびその近隣を合併し、領土は拡大した。
ケープ・コッドの「腕」に位置し、船舶、漁業、捕鯨の中心地となった。18世紀、チャタムは繁栄し、当時の建物の魅力により人気の避暑地へと発展した。
1808年、トーマス・ジェファーソン大統領によりチャタム灯台が建てられた。1841年、浸食によりレンガ製ツイン・タワーに作り替えられた。1877年、元の位置の道路挟んで向かい側に鋳鉄製の灯台が建てられ、現存している。1923年、北の灯台が余分になったためイーストハムに移転し、ノーセット灯台となった。現在、灯台守の家はウェルフリートからウエスト・ヤーマスの間の大西洋やナンタケット海峡をパトロールするアメリカ沿岸警備隊の本部となっている。1821年、町への浸食や砂の流れ込みを防ぐため都市行政委員は松の木やビーチ・グラスを植え、全米初の森林再生事業となった。
スプロール現象が起こったが、チャタムは依然として趣があり、大通りにも家族経営の店、レストラン、ビジネスが多く残っている。メインのショッピング・エリアは歩行者に優しい横断歩道があり、道路脇の縦列駐車場が整備され、通りを外れると通常の駐車場もある。夏の間、大通り沿いのガゼボでコンサートが行われ、それほど遠くない場所で大学野球ケープ・コッド・ベースボー ル・リーグのチャタム・アングラーズの野球の試合が行われる。
ケープ・コッドの他の地域と同様、家賃の高さや求人の少なさにより若者の流出が起きている。夏季の別荘あるいはウィークリー・マンションとして住宅を所有する者が多 く、冬季は夏まで住宅の多くが空き家となる。2012年2月22日時点、住宅の平均価格は130万ドルである。
夏の人口は3万人に増加する。行楽地は人で溢れ、大通りのビジネス街は駐車場不足となる。海岸でも同様の現象が起こり、時間制限の駐車場を設けている。人気のライトハウス海岸では路上駐車場もあるが、海岸まで長く歩かなければいけないこともある。

### 歴史的場所および博物館
- アトウッド・ハウス (1752年)
- ケイレブ・ニッカーソン・ハウス (1772年)
- チャタム鉄道博物館 (1887年)
- ジョサイア・メイヨ・ハウス (1820年頃)
- オールド・グリスト・ミル (1797年)

## 地理

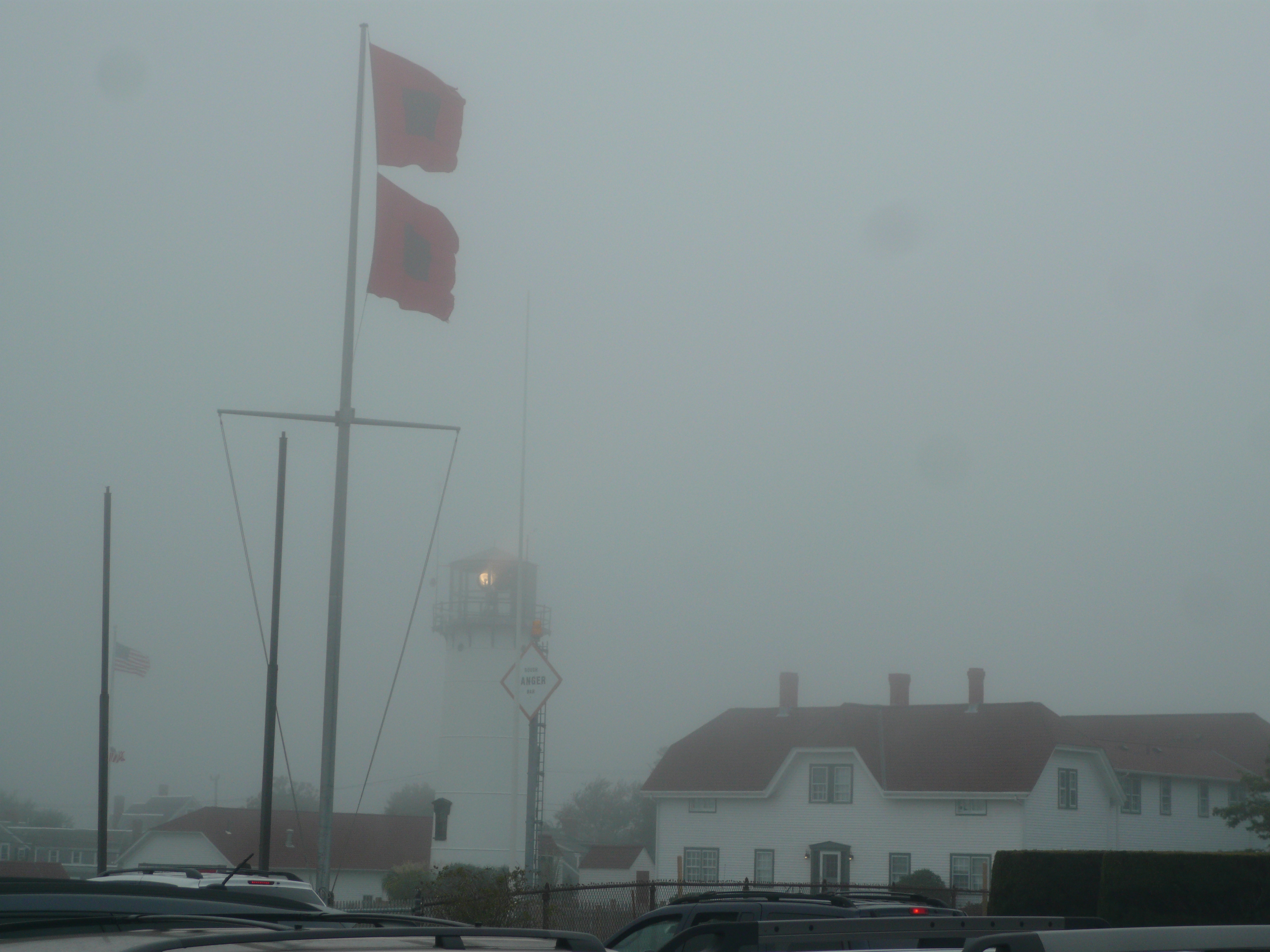
2010年9月3日、ハリケーン・アールが襲うチャタム灯台

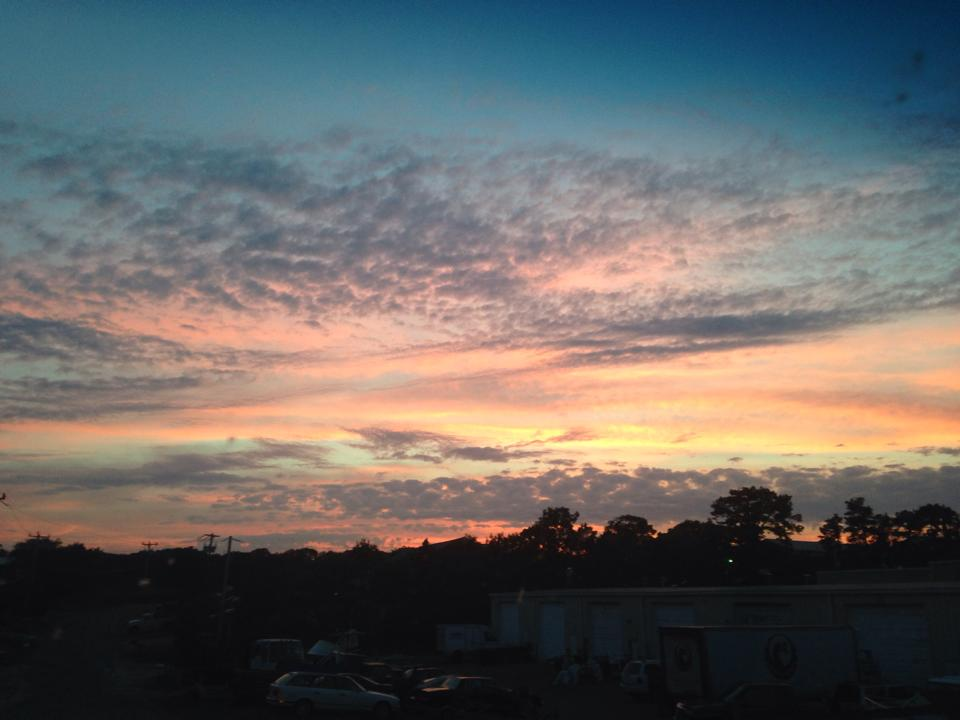
チャタムの夕日

チャタムは腕型のケープ・コッドの南東角にある。チャタム、チャタム・ポート、ノース・チャタム、ウエスト・チャタム、サウス・チャタムに区分される。西隣にハーウィッチがあり、北にプリーザント湾、オーリンズ、東に大西洋、南にナンタケット海峡がある。プロビンスタウンの南に35マイル (56 km)、サガモア橋の東、バーンスタブルの東20マイル (32 km)、ボストンの南東
85マイル (137 km)に位置する。
アメリカ合衆国国勢調査局によると、総面積は24.4平方マイル (63.2 km2)で、うち16.1平方マイル (41.8 km2)が土地、33.88%の8.3平方マイル (21.4 km2)が水域である。
町の大部分はケープ・コッドの典型で池、小川、河川、港湾、入り江がある。2本の細長い陸地が大西洋と本土を隔てている。北の陸地はケープ・コッド国立海浜公園の南の一部となっている。ストロング・アイランド、ターン・アイランド(保護区)、モリス・アイランド、ステージ・アイランド、町の南角でモノモイ国立自然公園のある7.25-マイル-long (11.67 km)のモノモイ・アイランドなど複数の島々がある。
モノモイはアイランド（島）とつくものの、本土とつながった砂の半島（陸繋砂州）である。長さは約13キロメートルで、アシカなどが生息する。

## 気候
| Cape Codの気候                                                                             | Cape Codの気候 | Cape Codの気候 | Cape Codの気候 | Cape Codの気候 | Cape Codの気候 | Cape Codの気候 | Cape Codの気候 | Cape Codの気候 | Cape Codの気候 | Cape Codの気候 | Cape Codの気候 | Cape Codの気候 | Cape Codの気候  |
| 月                                                                                         | 1月            | 2月            | 3月            | 4月            | 5月            | 6月            | 7月            | 8月            | 9月            | 10月           | 11月           | 12月           | 年              |
| ------------------------------------------------------------------------------------------ | -------------- | -------------- | -------------- | -------------- | -------------- | -------------- | -------------- | -------------- | -------------- | -------------- | -------------- | -------------- | --------------- |
| 最高気温記録 °F （°C）                                                                     | 61 (16)        | 57 (14)        | 77 (25)        | 81 (27)        | 88 (31)        | 90 (32)        | 95 (35)        | 93 (34)        | 85 (29)        | 82 (28)        | 68 (20)        | 69 (21)        | 95 (35)         |
| 平均最高気温 °F （°C）                                                                     | 37.6 (3.1)     | 38.3 (3.5)     | 42.8 (6)       | 50.5 (10.3)    | 59.0 (15)      | 68.4 (20.2)    | 74.9 (23.8)    | 74.7 (23.7)    | 69.4 (20.8)    | 60.0 (15.6)    | 51.7 (10.9)    | 42.8 (6)       | 55.9 (13.3)     |
| 日平均気温 °F （°C）                                                                       | 30.9 (−0.6)    | 31.7 (−0.2)    | 36.7 (2.6)     | 45.1 (7.3)     | 53.6 (12)      | 62.6 (17)      | 68.8 (20.4)    | 68.7 (20.4)    | 63.6 (17.6)    | 53.9 (12.2)    | 45.6 (7.6)     | 36.5 (2.5)     | 49.9 (9.9)      |
| 平均最低気温 °F （°C）                                                                     | 24.1 (−4.4)    | 25.0 (−3.9)    | 30.7 (−0.7)    | 39.6 (4.2)     | 48.1 (8.9)     | 56.7 (13.7)    | 62.7 (17.1)    | 62.6 (17)      | 57.7 (14.3)    | 47.8 (8.8)     | 39.6 (4.2)     | 30.2 (−1)      | 43.8 (6.6)      |
| 最低気温記録 °F （°C）                                                                     | −6 (−21)       | −4 (−20)       | 7 (−14)        | 19 (−7)        | 33 (1)         | 44 (7)         | 51 (11)        | 47 (8)         | 40 (4)         | 31 (−1)        | 19 (−7)        | 0 (−18)        | −6 (−21)        |
| 降水量 inch （mm）                                                                         | 3.83 (97.3)    | 4.24 (107.7)   | 4.85 (123.2)   | 4.14 (105.2)   | 3.81 (96.8)    | 3.41 (86.6)    | 3.28 (83.3)    | 3.20 (81.3)    | 3.83 (97.3)    | 4.04 (102.6)   | 4.03 (102.4)   | 4.38 (111.3)   | 47.04 (1,194.8) |
| 降雪量 inch （cm）                                                                         | 8.2 (20.8)     | 10.3 (26.2)    | 3.5 (8.9)      | 0.6 (1.5)      | 0 (0)          | 0 (0)          | 0 (0)          | 0 (0)          | 0 (0)          | 0 (0)          | 0.4 (1)        | 3.6 (9.1)      | 26.6 (67.6)     |
| 平均降水日数 （≥0.01 in）                                                                  | 12             | 10             | 12             | 11             | 11             | 9              | 8              | 8              | 9              | 10             | 11             | 13             | 125             |
| 出典1：Western Regional Climate Center (normals 1981–2010, extremes and snow 1972–present) |                |                |                |                |                |                |                |                |                |                |                |                |                 |
| 出典2：NOAA                                                                                |                |                |                |                |                |                |                |                |                |                |                |                |                 |

## 交通
ボストンからハイアニスやプロビンスタウン経由で行くことができる。

ケープコッドを走る州道28号を使うとメイン通りに出る事ができる。
チャタムを通る5本の通りは全てハーウィッチに向かう。州道は28号線と137号線の2本あり、137号線は南端となっている。西から入った28号線は町の東側で北に向かい、オーリンズ・ロータリーで6A号線と合流する。
鉄道は現在走っていないが、かつての線路はオールド・コロニー・レイル・トレイルと呼ばれる自転車道路となっている。他にこのレイル・トレイル終点からチャタム・フィッシュ・ピア、チャタム・バーズ、チャタム灯台に向かう自転車道路もある。
チャタム地方空港があり、ケープ・コッド内の小さな空港や島と繋がっている。一番近い国際空港はボストンのジェネラル・エドワード・ローレンス・ローガン国際空港である。

## 人口動態

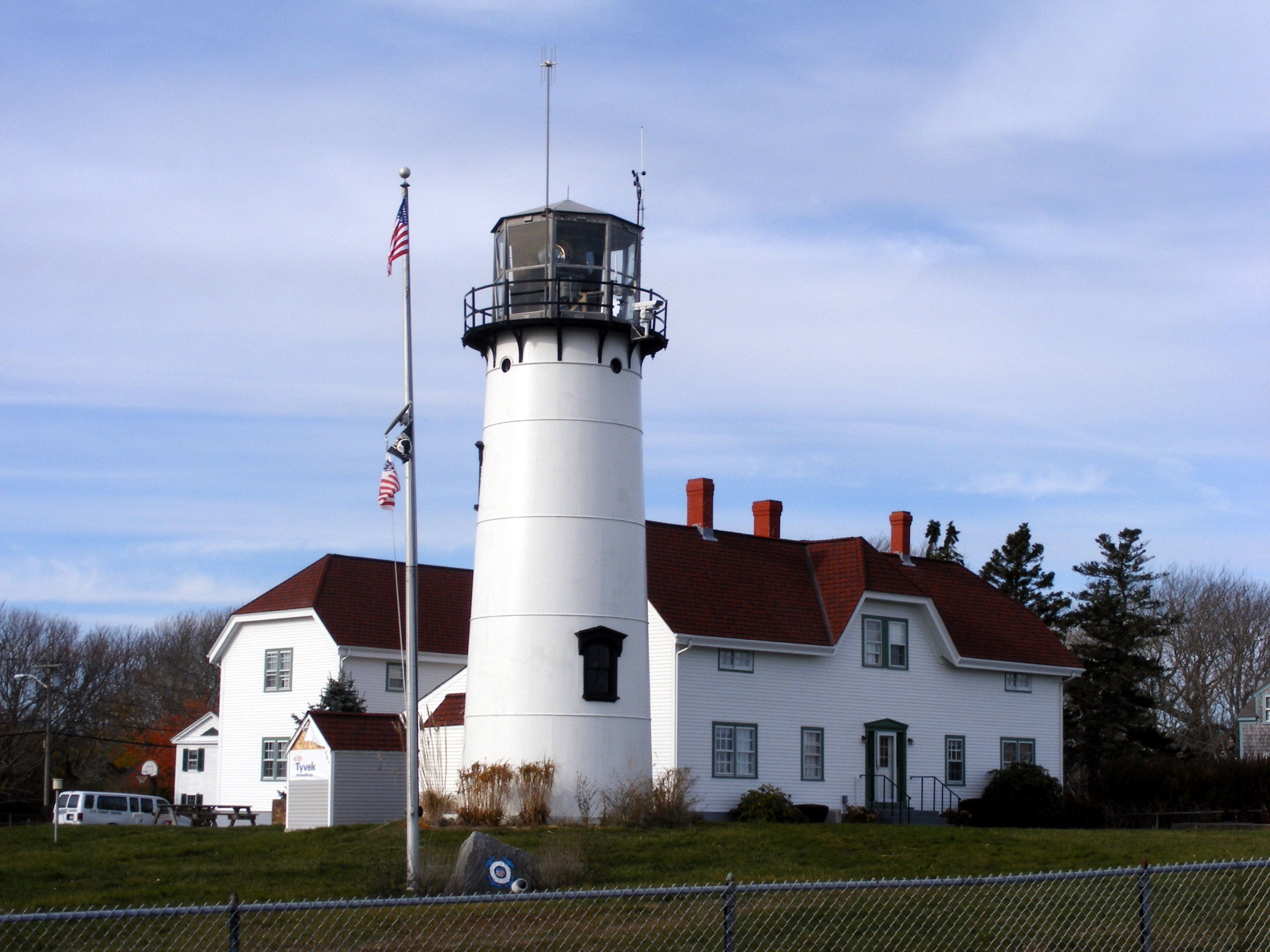
2007年、チャタム灯台

### アメリカ合衆国国勢調査
以下は2000年国勢調査による人口統計データである。
| 基礎データ - 人口: 6,625人 - 世帯数: 3,160世帯 - 家族数: 1,886家族(*%) - 人口密度: 157.7人/km²（408.4人/mi²） - 住居数: 6,743軒 - 住居密度: 160.5軒/km²（415.7軒/mi²） 人種別人口構成 - 白人: 96.0% - アフリカン・アメリカン: 1.9% - ネイティブ・アメリカン: 0.2% - アジア人: 0.3% 太平洋諸島系: 0.1% - その他の人種: 0.9% - 混血: 0.8% - ヒスパニック・ラテン系: 1.0% 年齢別人口構成 - 18歳未満: 13.3% - 18-24歳: 4.4% - 25-44歳: 19.8% - 45-64歳: 28.2% - 65歳以上: 34.3% - 年齢の中央値: 54歳 - 性比: 男性89.3名（女性100人あたり男性の人口） | 世帯と家族（対世帯数） - 18歳未満の子供がいる: * (15.3%) - 結婚・同居している夫婦: 51.2% - 未婚・離婚・死別女性が世帯主: 6.0% - 非家族世帯: 40.3% - 独身世帯: 34.7% - 65歳以上の老人1人暮らし: 18.8% - 平均構成人数 - 世帯: 2.00人 - 家族: 2.52人 収入と家計 - 収入の中央値 - 世帯: 45,519米ドル - 家族: 56,750米ドル - 性別 - 男性: 41,064米ドル - 女性: 30,365米ドル - 人口1人あたり収入: 28,594米ドル - 貧困線以下 - 対人口: 4.8% - 対家族数: 1.9% - 18歳未満: 5.1% - 65歳以上: 3.7% |

5月最終月曜の戦没将兵追悼記念日から9月第1月曜のレイバー・デーまでの夏季、ホテル、イン、モーテル、B&Bの一時的な宿泊客を除き、町の人口は約2万人に増加する。チャタムでの観光産業は重要であるが、漁業もいまだ根強い。
K-12学校には700名の児童生徒が通学しており、高校生は各学年30名から40名程度である。

## 著名な人物
- ジアド・バセット - プロ・スケートボーダー
- シャーリー・ブース - 女優
- ルビー・ブラフ - ミュージシャン
- ハリー・コニック・ジュニア - 俳優、歌手
- バーナード・コーンウェル - ベストセラー作家
- フランクリン・カヴァー - 俳優
- デイヴィッド・ドラム - アングロ・アイリッシュ銀行CEO[14]
- トッド・エルドリッジ - フィギア・スケーター
- ジャック・フォレスター - スコットランド系アメリカ人プロ・ゴルファー[15]
- リサ・ジェノヴァ - ベストセラー作家
- ボビー・ハケット - ミュージシャン
- ジュリー・ハリス - 女優
- ギルバート・ナップ - ウィスコンシン州議会議員
- ジョセフ・C・リンカーン - 『Cape Cod Stories 』作家
- ジョセフ・ロード - ピューリタン牧師
- サンドラ・デイ・オコナー - 合衆国最高裁判所判事
- サラ・ペニーパッカー - 児童文学作家
- クリストファー・スーファート - 映画監督/写真家
- アーケラス・スミス - ノバスコシア入植者
- ボブ・スターク - 漫画家、イラストレーター
- ティスカンタム - スクアント
- バーナード・C・ウェバー - 沿岸警備隊の英雄。1952年、蒸気船ペンドルトン号沈没事故の際救助隊をリードし、勲章受章。

## ギャラリー

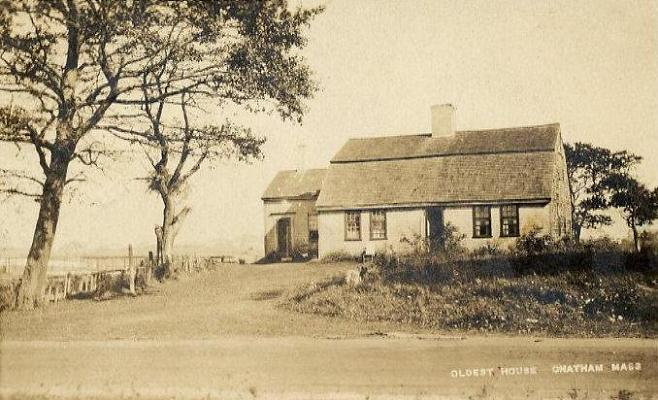
アトウッド・ハウス
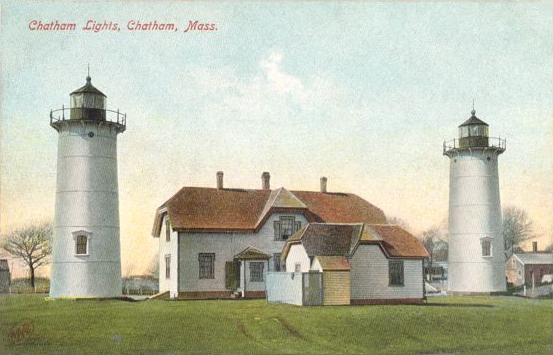
チャタム灯台
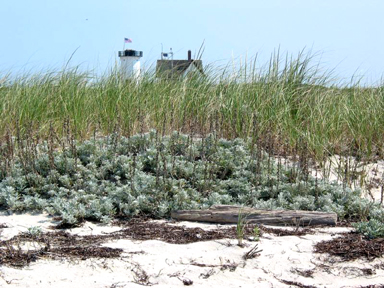
ステージ・ハーバー灯台
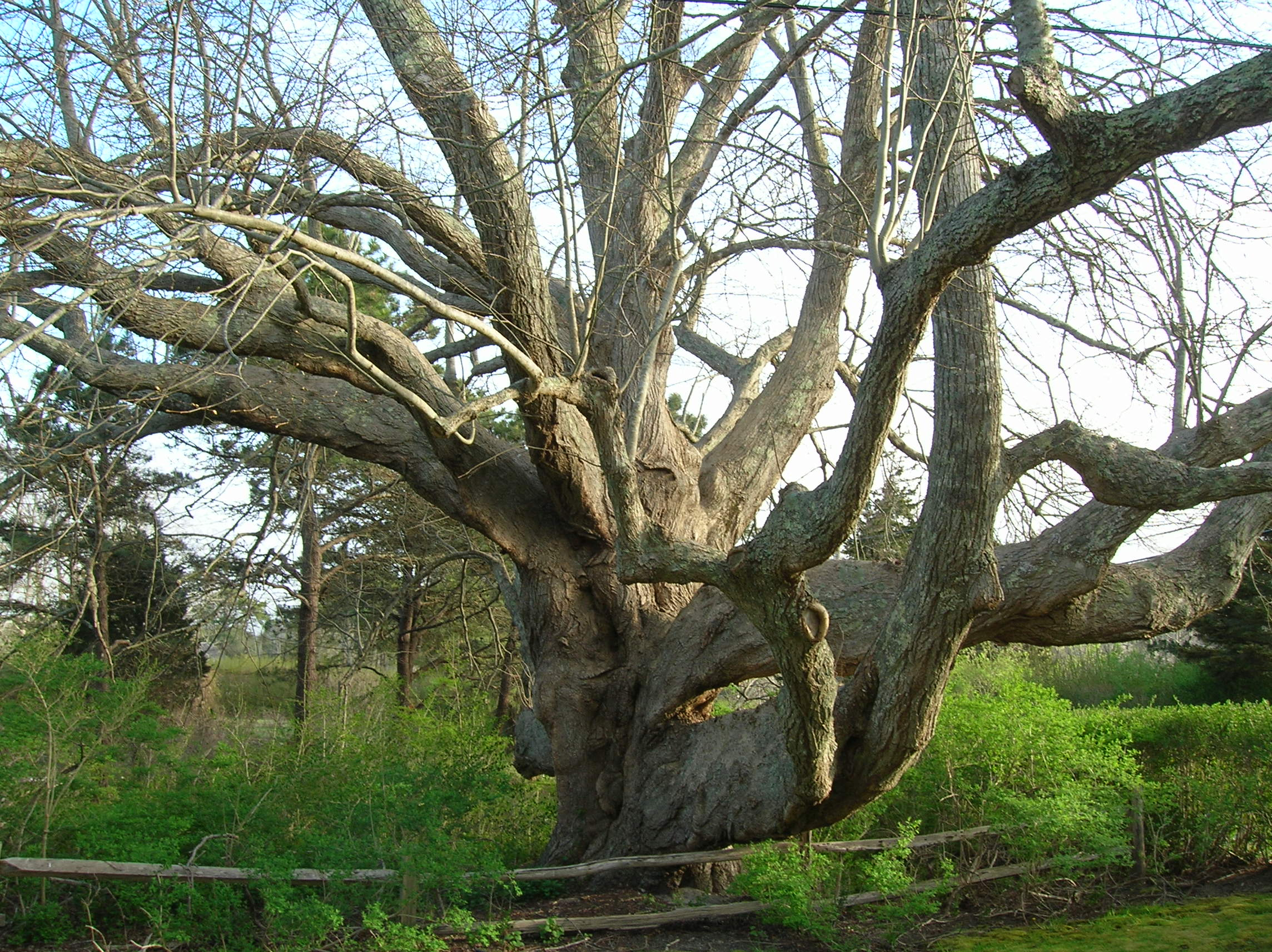
オールド・リンデン・ツリー(2012年4月)
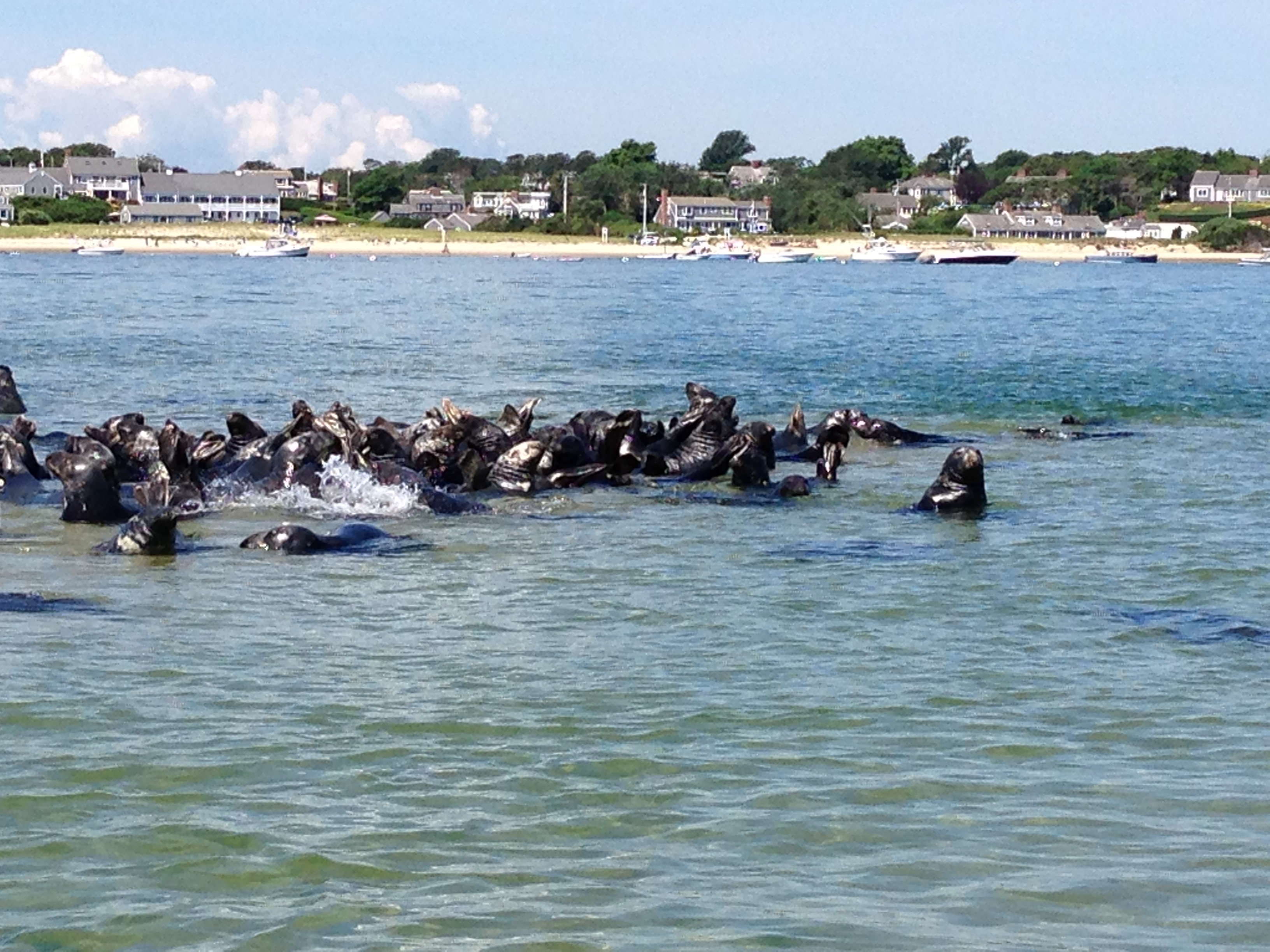
チャタム港のアザラシ
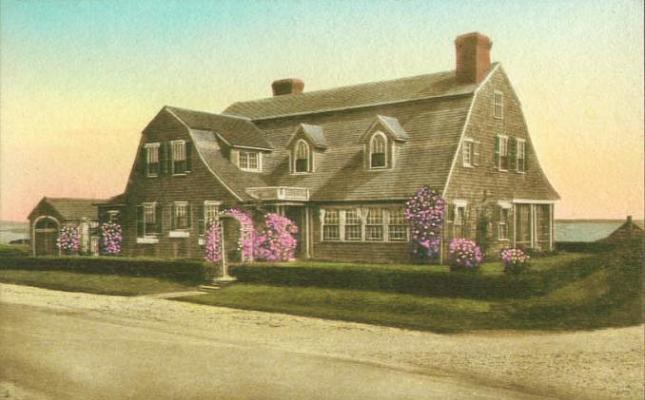
クロス・ツリー
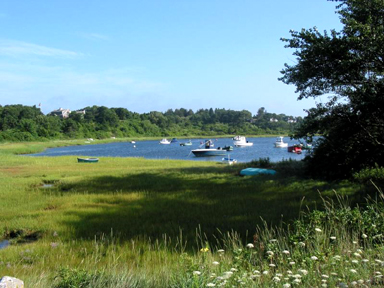
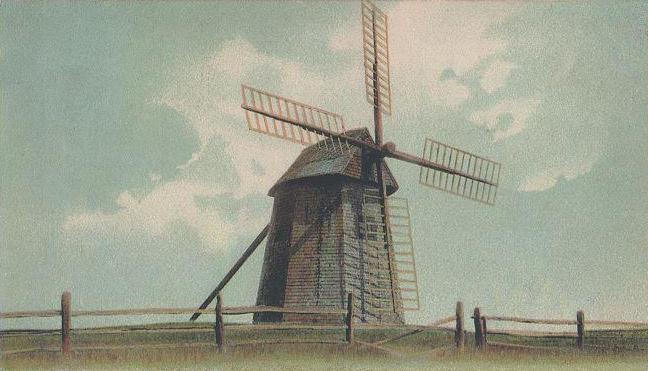